# Sphingonotus yantaiensis
Sphingonotus yantaiensis is een rechtvleugelig insect uit de familie veldsprinkhanen (Acrididae). De wetenschappelijke naam van deze soort is voor het eerst geldig gepubliceerd in 2012 door Yin, Xu & Yin.